# Пашеновка
Пашеновка (укр. Пашенівка) — село в Хоришковском сельском совете Козельщинского района Полтавской области Украины.
Код КОАТУУ — 5322085011. Население по переписи 2001 года составляло 43 человека.

## Географическое положение
Село Пашеновка находится в 2,5 км от левого берега реки Псёл, выше по течению на расстоянии в 2,5 км расположено село Загребелье, ниже по течению на расстоянии в 2 км расположено село Хоришки.
К селу примыкает небольшой лесной массив (сосна, ольха).

## Экономика
- Молочно-товарная ферма.